# Animisme (wereldbeeld)
Volgens het animisme hebben alle wezens en dingen een ziel. Het animistische wereldbeeld is de basis voor animistische religies.
Kleuters hebben vaak een animistische houding ten opzichte van de wereld om hen heen, vooral in het geïndustrialiseerde deel van de wereld. Voor een kleuter kunnen bomen praten en kunnen dingen menselijke eigenschappen hebben (antropomorfisering).